# Gibraltar Socialist Labour Party
Die Gibraltar Socialist Labour Party (GSLP) sind eine als sozialdemokratisch einzustufende Partei in Gibraltar. Sie tritt für das Selbstbestimmungsrecht Gibraltars ein. Parteivorsitzender ist seit 2011 Fabian Picardo.

## Geschichte
Die Partei wurde 1978 von Joe Bossano gegründet. Joe Bossano war nach dem Niedergang der konservativen Regierungspartei Association for the Advancement of Civil Rights für 2 Wahlperioden (1988 und 1992) Chief Minister Gibraltars. Bei den darauf folgenden Wahlen am 16. Mai 1996 erlitt Bossanos GSLP eine Niederlage und erhielt nur noch sieben Sitze, während Peter Caruanas GSD nunmehr acht Mandate erhielt. Daraufhin wurde Caruana am 17. Mai 1996 neuer Chief Minister Gibraltars. Auch aus den Wahlen vom 10. Februar 2000, 28. November 2003 sowie 11. Oktober 2007 gingen die Gibraltar Social Democrats mit jeweils acht der 15 beziehungsweise zehn der 17 Sitze ab 2007 als stärkste Fraktion im House of Assembly hervor, so dass Caruana am 14. Februar 2000, 28. November 2003 sowie am 13. Oktober 2007 weitere Regierungen bilden konnte. Die Gibraltar Socialist Labour Party hingegen ging bei diesen Wahlen mit jeweils sieben der 15 beziehungsweise ab 2007 17 Sitze als zweitstärkste Kraft hervor, so dass Bossano weiterhin Leader of the Opposition blieb. Dem neuen Parteivorsitzenden Fabian Picardo gelang es, die Parlamentswahl in Gibraltar 2011 im Bündnis mit den Gibraltar Liberals (GLP) zu gewinnen und Chief Minister Gibraltars zu werden. Das Bündnis der beiden Parteien gewann auch die folgenden Wahlen  2015 und 2019.

## Parteichefs
| Name           | Zeit im Amt        | Bild |
| -------------- | ------------------ | ---- |
| Joe Bossano    | 1978 – April 2011  |      |
| Fabian Picardo | April 2011 – heute |      |

## Wahlergebnisse
| Jahr | Wahl                  | Wähler | Stimmenanteil | Sitze | Sitze des Bündnis * |
| ---- | --------------------- | ------ | ------------- | ----- | ------------------- |
| 1980 | Parlamentswahl 1980   |        |               | 1/15  | –                   |
| 1984 | Parlamentswahl 1984   | 32.534 | 34,18 %       | 7/15  | –                   |
| 1988 | Parlamentswahl 1988   | 60.626 | 58,22 %       | 8/15  | –                   |
| 1992 | Parlamentswahl 1992   | 65.997 | 73,07 %       | 8/15  | –                   |
| 1996 | Parlamentswahl 1996   | 54.463 | 42,95 %       | 7/15  | –                   |
| 2000 | Parlamentswahl 2000 * | 29.610 | 25,62 %       | 5/15  | 7/15                |
| 2003 | Parlamentswahl 2003 * | 28.382 | 25,08 %       | 5/15  | 7/15                |
| 2007 | Parlamentswahl 2007 * | 49.277 | 31,84 %       | 4/17  | 7/17                |
| 2011 | Parlamentswahl 2011 * | 59.824 | 34,23 %       | 7/17  | 10/17               |
| 2015 | Parlamentswahl 2015 * | 70.551 | 47,83 %       | 7/17  | 10/17               |
| 2019 | Parlamentswahl 2019 * | 58.576 | 37,00 %       | 7/17  | 10/17               |
| 2023 | Parlamentswahl 2023 * | 63.700 | 35,44 %       | 7/17  | 9/17                |